# Dicraeus valkanovi
Dicraeus valkanovi är en tvåvingeart som beskrevs av Beschovski 1982. Dicraeus valkanovi ingår i släktet Dicraeus och familjen fritflugor.
Artens utbredningsområde är Bulgarien. Inga underarter finns listade i Catalogue of Life.